# Pfister (Familienname)
Pfister ist ein Familienname.

## Herkunft und Bedeutung
Der Familienname ist ein Berufsname. Er geht auf mittelhochdeutsch pfister beziehungsweise althochdeutsch pfistar ‘(Müller und) Bäcker’, insbesondere ‘Brotbäcker’ zurück, das seinerseits aus lateinisch pistor ‘Müller, Bäcker’ entlehnt ist. Sowohl das Appellativ Pfister wie auch der Familienname fand bzw. findet sich vor allem im Süden des deutschen Sprachgebiets (Süddeutschland, Österreich und Schweiz).

## Namensträger

### A
- Adolf Pfister (1810–1878), deutscher katholischer Priester und Kirchenzeitungsherausgeber
- Adolf Pfister (Musiker) (1913/1914–1996), deutscher Trompeter und Hochschullehrer
- Albert von Pfister (1839–1907), deutscher Generalmajor und Schriftsteller
- Albert Pfister (Architekt) (1852–1925), Schweizer Architekt
- Albert Pfister (Maler) (1884–1978), Schweizer Maler
- Albrecht Pfister (um 1420–um 1466), deutscher Buchdrucker
- Albrecht Pfister (Mathematiker) (* 1934), deutscher Mathematiker
- Alexander Pfister (* 1971), österreichischer Spieleautor
- Alfred Pfister (Mediziner) (1910–1990), Schweizer Mediziner und Klinikgründer
- Alfred Pfister (Architekt) (* 1944), Schweizer Architekt
- Alois Pfister (Kapellmeister) (1832–1895), deutscher Kapellmeister
- Alois Pfister (1921–2009), Schweizer Bundesrichter
- Andreas Pfister (* 1987), deutscher Autorennfahrer
- Andres Pfister (Andres Claudius Pfister; * vor 1980), Schweizer Psychologe und Hochschullehrer
- Anton Pfister (1720–1790), Franziskaner und Holzbildhauer
- Ariane Pfister-Benda (* 1946), deutsche Geigerin
- Armin Pfister (* 1983), österreichischer Rennrodler
- Arnold Pfister (1901–1966), Schweizer Medizin- und Kunsthistoriker
- August Pfister (auch August Pfister-Gruol; 1877–1931), deutscher Kirchenmaler

### B
- Balthasar Pfister (1695–1763), Schweizer Arzt und Politiker
- Barbara Pfister (1867–1909), deutsche Mystikerin und Stigmatisierte
- Benedikt Pfister (* 1978), Schweizer Historiker
- Bernd Pfister (Kunsthandwerker) (* 1967), deutscher Kunsthandwerker
- Bernd Pfister (Fußballspieler) (* 1973), deutscher Fußballspieler
- Bernhard Pfister (Wirtschaftswissenschaftler) (1900–1987), deutscher Wirtschaftswissenschaftler und Hochschulrektor
- Bernhard Pfister (Jurist) (1934–2019), deutscher Rechtswissenschaftler
- Bernhard Pfister (Fußballspieler) (* 1965), österreichischer Fußballspieler
- Berta Pfister-Lex (1920–2016), österreichische Künstlerin und Restauratorin
- Burkhard Pfister (* 1949), deutscher Maler, Kunsttischler und Bildhauer

### C
- Carl Pfister (Kaufmann, 1847) (1847–1931), Schweizer Kaufmann, Politiker und Direktor der Elektrizitätsgesellschaft Baden
- Carl Pfister (Kaufmann, 1900) (1900–nach 1971), deutscher Kaufmann, Ingenieur und Präsident der EURADIO
- Charlotte Pfister (1781–1806), deutsche Sängerin und Theaterschauspielerin, siehe Charlotte Miedke
- Christian Pfister (* 1944), Schweizer Historiker
- Christoph Pfister (* 1945), Schweizer Chronologiekritiker

### D
- Daniel Pfister (Architekt) (1808–1847), Schweizer Architekt
- Daniel Pfister (Rennrodler) (* 1986), österreichischer Rennrodler
- Daniel Pfister (Schiedsrichter) (* 1992), österreichischer Fußballschiedsrichter
- David Pfister, österreichischer Radiomoderator, Journalist und Musiker
- David Pfister (Psychologe) (* 1981), deutscher Psychologe, Psychotherapeut und Publizist
- Dieter Pfister (* 1955), Schweizer Kultur- und Wirtschaftswissenschaftler und Berater

### E
- Eberhard Pfister (* 1943), deutscher Mediziner und Hochschullehrer
- Elise Pfister (1886–1944), Schweizer Theologin und Pfarrerin
- Elsa Pfister-Kaufmann (1893–1955), deutsche Malerin
- Emil Pfister (Milo; 1930–2014), Schweizer Hotelier und Funktionär
- Enrico Pfister (* 1982), österreichischer Fußballspieler
- Ernst Pfister (Politiker, 1826) (1826–1908), deutscher Politiker (NLP), MdL Baden
- Ernst Pfister (1947–2022), deutscher Politiker (FDP), MdL Baden-Württemberg
- Erwin Pfister (1915–1999), deutscher Ingenieur und Unternehmer
- Eugen Pfister (* 1980), österreichischer Historiker und Politikwissenschaftler

### F
- Franz Pfister (um 1796–1871), deutscher Jurist
- Freddy Pfister (* 1962), österreichischer Musiker
- Friedrich Pfister (1883–1967), deutscher Philologe
- Fritz Pfister (Schauspieler) (Friedrich Heinrich Pfister; 1906–1973), deutscher Schauspieler
- Fritz Pfister (Fußballspieler) (1924–1982), österreichischer Fußballtrainer
- Fritz Pfister (Künstler) (1924–1989), österreichischer Maler, Bühnenbildner, Textil-Designer, Kunstglaser, Mosaikkünstler, Gebrauchsgrafiker und Kunsterzieher
- Fritz Gottlieb Pfister (1891–1984), schweizerischer Unternehmer, Pionier in der Möbelbranche

### G
- Georg Pfister (1572–1647), deutscher Kantor, Organist und Konrektor
- Gerd Pfister (* 1944), deutscher Physiker und Hochschullehrer
- Gerhard Pfister (Mathematiker) (* 1947), deutscher Mathematiker
- Gerhard Pfister (Politiker) (* 1962), Schweizer Politiker (Die Mitte, vormals CVP)
- Gertrud Pfister (* 1945), deutsche Sportwissenschaftlerin und Sporthistorikerin

### H
- Hank Pfister (* 1953), US-amerikanischer Tennisspieler
- Hans Pfister (Radierer) (um 1585–1653), württembergischer Buchbinder, Petschierstecher und Radierer
- Hans Pfister (Jurist) (1873–1944), Schweizer Jurist, Politiker, Direktor des Bundesamts für Industrie, Gewerbe und Arbeit
- Hans Pfister (Offizier) (1896–1944), Schweizer Offizier
- Hans Pfister (Architekt) (1917–2002), Schweizer Architekt
- Hans-Jörg Pfister (Politiker) (* 1946), Schweizer Politiker (FDP)
- Hans-Jörg Pfister (* 1951), Schweizer Fußballspieler
- Hans-Ulrich Pfister (* 1935), Schweizer Agraringenieur und Verbandsfunktionär
- Hans Ulrich Pfister (* 1952), Schweizer Archivar und Historiker
- Heinrich Pfister (Politiker) (1830–1912), Oberamtmann und Geheimer Oberregierungsrat
- Heinrich Pfister (Funktionär) (1840–1921), Schweizer Milchwirtschafts-Verbandsfunktionär
- Heinz Pfister (Architekt) (1930–2025), Schweizer Architekt
- Heinz Pfister (Maler) (Pfuschi; * 1945), Schweizer Maler, Cartoonist und Objektkünstler
- Heinz Pfister (Papierschneider) (* 1949), Schweizer Scherenschnittkünstler
- Helmut Pfister (1927–2014), deutscher Postbeamter
- Herbert Pfister (Physiker) (1936–2015), deutscher Physiker
- Herbert Pfister (Mediziner) (* 1950), deutscher Virologe und Hochschullehrer
- Hermann Pfister (Mediziner) (1870–??), deutscher Psychiater
- Hermann Pfister (Entomologe) (1911–1982), deutscher Entomologe
- Hermann Pfister (Theologe) (1926–2010), deutscher Theologe, Friedensfunktionär und Publizist
- Hermann von Pfister-Schwaighusen (1836–1916), deutscher Germanist
- Hildegard Pfister, deutsche Verfassungsrichterin
- Hugo Pfister (Maler) (1876–1968), deutscher Maler
- Hugo Pfister (Komponist) (1914–1969), Schweizer Komponist

### I
- Isabel Schübel-Pfister (* 1974), deutsche Juristin und Richterin

### J
- Jakob Pfister (1770–nach 1825), deutscher Klavierbauer
- Jochen Pfister (* um 1983), deutscher Jazzmusiker
- Johann Pfister (Bildhauer) (1573–vor 1642), deutscher Bildhauer
- Johann Adam Pfister (um 1672–1728), deutscher Fagottist
- Johann Christian von Pfister (1772–1835), deutscher Historiker
- Johann Conrad Pfister-Spleiss (1806–1876), Schweizer Kaufmann und Bankier
- Johann Georg Pfister (1656–1718), deutscher Kanzleibeamter
- Johann George Pfister (1697–nach 1752), deutscher Goldschmied
- Johannes VI. Pfister († 1641), deutscher Zisterzienserabt
- Jolande Lischke-Pfister (1932–2019), deutsche Künstlerin
- Josef Pfister (Joseph Pfister; 1785–1834), Schweizer Stuckateur und Altarbauer

### K
- Kandidus Pfister († 1704), deutscher Zisterzienserabt
- Karl Pfister (Komponist) (1884–1961), deutscher Komponist und Lautenist
- Karl Pfister (Radsportler) (1901–?), deutscher Radrennfahrer
- Kilian Pfister (* um 1975), liechtensteinischer Badmintonspieler
- Kurt Pfister (Historiker) (eigentlicher Name Konrad Pfister; 1895–1951), deutscher Musik- und Kunsthistoriker
- Kurt Pfister (Architekt) (1910–2001), Schweizer Architekt
- Kurt Pfister (Tiermediziner) (* um 1947), Schweizer Veterinärmediziner, Parasitologe und Hochschullehrer

### L
- Laura Pfister (* 1995), deutsche Schauspielerin
- Louis Pfister (1833–1891), französischer Jesuit und Chinamissionar
- Louis Theodor Pfister (1852–1937), Schweizer Kaufmann und Unternehmer
- Ludwig Pfister (um 1769–1829), deutscher Jurist und Kriminalist

### M
- Manfred Pfister (Jurist) (1879–1959), deutscher Jurist und Beamter
- Manfred Pfister (Literaturwissenschaftler) (* 1943), deutscher Anglist und Literaturwissenschaftler
- Manuel Pfister (* 1988), österreichischer Rennrodler
- Marcus Pfister (* 1960), Schweizer Grafiker und Buchautor
- Margarete Pfister-Burkhalter (1903–1999), Schweizer Kunsthistorikerin
- Martin Pfister (* 1963), Schweizer Bundesrat (Die Mitte, vormals CVP)
- Matthäus Pfister (um 1593–1650), württembergischer Buchbinder, Petschierstecher und Radierer
- Max Pfister, eigentlicher Name von Max Terpis (1889–1958), Schweizer Tänzer, Choreograf, Regisseur und Psychologe
- Max Pfister (Unternehmer) (1906–1992), Schweizer Unternehmer
- Max Pfister (Romanist) (1932–2017), Schweizer Romanist
- Max Pfister (Politiker) (* 1951), Schweizer Politiker
- Maximilian Pfister (1874–um 1938), deutscher Arzt, Chirurg und Dozent, tätig in China und Hongkong
- Meike Pfister (* 1996), deutsche Skirennläuferin
- Michael Pfister (Philosoph) (* 1967), Schweizerischer Philosoph und Übersetzer
- Michael Pfister (Fußballspieler) (* 1968), deutscher Fußballspieler

### N
- Nadia Pfister (* 1995), Schweizer Squashspielerin
- Nancy Pfister (1956–2014), US-amerikanische Philanthropin und Geschäftsfrau
- Nick Pfister (* 2001), Schweizer Unihockeyspieler

### O
- Oskar Pfister (Oskar Robert Pfister; 1873–1956), Schweizer Pfarrer und Psychologe
- Oskar Pfister (Mediziner) (Oskar Robert Pfister; 1899–1985), Schweizer Psychiater
- Otto von Pfister (Alpinist) (1845–1915), deutscher Wirtschaftswissenschaftler und Alpinist
- Otto Pfister (Politiker) (1875–1939), Schweizer Politiker (SP)
- Otto Pfister (Architekt) (1880–1959), Schweizer Architekt
- Otto Pfister (Turner) (1900–??), Schweizer Turner
- Otto Pfister (Widerstandskämpfer) (1900–1985), deutscher Widerstandskämpfer (Internationaler Sozialistischer Kampfbund), emigrierte in die USA
- Otto Pfister (Fußballtrainer) (* 1937), deutscher Fußballtrainer
- Otto von Pfister-Schwaighusen (1868–1952), deutscher Schriftsteller und Dichter

### P
- Pascal Pfister (* 1976), Schweizer Politiker (SP)
- Pascale Pfister (* 1991), Schweizer Unihockeyspielerin
- Paul Pfister (Restaurator) (* 1940), Schweizer Restaurator und Kunsthistoriker
- Paul Franz Pfister (1897–1982), deutscher Pfarrer und Theologe
- Paul O. Pfister (1934–2004), Schweizer Journalist, Historiker und Publizist
- Peter Pfister (Baumeister) († 1520), Schweizer Werkmeister
- Peter Pfister (* 1952), deutscher römisch-katholischer Theologe, Kirchenhistoriker, Archivwissenschaftler, Archivdirektor und Diakon
- Peter Joseph Pfister (1748–1809), Schweizer Altarbauer
- Philippe Pfister (* 1963), Schweizer Journalist und Berater

### R
- Raimund Pfister (1911–2004), deutscher klassischer Philologe
- René Pfister (* 1974), deutscher Journalist (Spiegel)
- René Pfister (Politiker) (* 1982), österreichischer Politiker (SPÖ) und Gewerkschafter
- Rita Pfister (* 1952), Schweizer Diskuswerferin
- Robert E. Pfister (* 1943), kanadischer Wirtschaftswissenschaftler und Hochschullehrer
- Rudolf Pfister (Politiker) (1824–1893), Schweizer Politiker und Fabrikant
- Rudolf Pfister (Architekt)  (1886–1970), deutscher Architekt
- Rudolf Pfister (Theologe) (1909–2000), Schweizer evangelisch-reformierter Pfarrer
- Rudolf Pfister (Mediziner) (1918–2002), deutscher Dermatologe

### S
- Silvia Pfister (* 1958), deutsche Bibliothekarin
- Sonja Sailer-Pfister (* 1974), deutsche katholische Theologin und Hochschullehrerin für Christliche Gesellschaftswissenschaften und Sozialethik
- Stefan Pfister (* 1974), deutscher Mediziner

### T
- Theodor Pfister (1887–1954), Schweizer Maler und Grafiker
- Theophil Pfister (1942–2012), Schweizer Politiker (SVP)
- Thomas Pfister (Architekt) (* 1949), Schweizer Architekt
- Thomas Pfister (Jurist) (* 1957/1958), deutscher Jurist und Anwalt

### U
- Ulrich Pfister (* 1956), Schweizer Historiker und Hochschullehrer

### V
- Vreni Pfister (1911–2006), Schweizer Schriftstellerin

### W
- Wally Pfister (* 1961), US-amerikanischer Kameramann
- Walter Pfister (Ingenieur) (1887–1948), Schweizer Ingenieur, Direktor der Aare-Emmenkanal-Gesellschaft
- Walter Pfister (Jurist) († 2011), Schweizer Jurist und Stiftungsgründer
- Walther Pfister (1886–1969), Schweizer Unternehmer und Firmengründer
- Werner Pfister (1884–1950), Schweizer Architekt
- Werner Pfister (Musikwissenschaftler) (* 1950), Schweizer Musikwissenschaftler und Publizist
- Wilhelm Pfister (1903–1983), deutscher Jurist und Bayerischer Landtagsdirektor 1952–1968
- Willy Pfister (Historiker) (1912–2003), Schweizer Historiker
- Willy Pfister (Eishockeyspieler) (* 1928), Schweizer Eishockeyspieler
- Wolfgang Pfister (* 1950), deutscher Jurist und seit 1995 Richter am Bundesgerichtshof